# Джелал Байрами
Джелал Байрами (на албански: Xhelal Bajrami; на македонска литературна норма: Џељаљ Бајрами) е политик от Северна Македония.

## Биография
Роден е на 17 ноември 1973 година в град Куманово. През 2002 година завършва Юридическия факултет на Държавния университет в Тетово. Между 2002 и 2005 е доброволец в съда в Куманово, а от 2005 до 2006 е учител в Средното икономическо училище. В периода 2008-2011 година е министър на труда и социалната политика на Република Македония. След това е назначен за заместник-министър на вътрешните работи.